# My Hero (televisieserie)
My Hero is een Engelse komedieserie van de BBC, in Nederland uitgezonden door de VPRO op Nederland 3. De serie gaat over Thermoman, een superheld die, net als Superman, mensen redt die in nood zijn. Thermoman is afkomstig van de planeet Ultron. Thermoman is het alter ego van George Sunday, de partner van Janet Dawkins. De reeks werd geregisseerd door John Stroud.

## Personages
- George Sunday, alias Thermoman is de uitbater van een reformzaak en daarnaast 's werelds superheld. Omdat hij van een andere planeet komt is hij niet echt bekend met de gebruiken en gewoontes van de aardbewoners, waardoor hij vaak verwarrend overkomt. Zijn gedrag zorgt voor de nodige humor. Slechts weinigen weten zijn ware identiteit. Ardal O'Hanlon speelt George Sunday/Thermoman.
- Janet Dawkins is de vrouw van George Sunday. Ze werkt in het lokale medisch centrum als verpleegster. Ze heeft Thermoman ontmoet nadat hij haar eens van de dood heeft gered. Zij weet dan ook van de dubbelrol van George, alias Thermoman. Hoewel zij veel van haar man houdt, wordt ze meer dan eens tot wanhoop gedreven door het vreemde gedrag en de aanpassingsmoeilijkheden van haar man. Janet wordt gespeeld door Emily Joyce.
- Ollie Sunday is de zoon van George en Janet. Als halve 'Ultronian' heeft hij ook enige superkracht. Ook al is hij nog een baby, hij praat al en kan vliegen.
- Dr. Piers Crispin is de dokter van het medisch centrum waar Janet werkt. Daarnaast is hij ook een populaire televisiedokter, althans hij vindt zich bijzonder populair. Hij zal dan ook niet veel laten voor het bevorderen van zijn populariteit en bekendheid. Dr. Piers wordt gespeeld door Hugh Dennis.
- Mrs. Raven is de receptioniste van Dr. Piers. Ze heeft een verhouding met Arnie en uit een andere relatie heeft ze een drieling, die ze wel kan schieten. Ze heeft een sadistische persoonlijkheid en schept er genoegen in gemene opmerkingen te maken naar patiënten. Geraldine McNulty speelt de rol van Mrs. Raven.
- Arnie Kowalski is de partner van Mrs. Raven. Hijzelf is ook van Ultron afkomstig en was zelf ook een superheld, totdat hem zijn krachten werden afgenomen door misbruik ervan. De acteur Lou Hirsch speelt Arnie Kowalski.
- Tyler is de gestoorde buurman van George en Janet. Zijn ideeën zijn vaak nog vreemder dan die van George. Hij weet van de dubbelrol van George Sunday, maar omdat toch nooit iemand hem gelooft is dit geen probleem. Tyler wordt gespeeld door Philip Whitchurch.
- Stanley en Ella Dawkins zijn de ouders van Janet. Zij vinden het maar niets dat hun dochter getrouwd is met een lapzwans als George Sunday. Moeder Dawkins heeft een hoge pet op van Dr. Piers en komt dan ook regelmatig langs in het medisch centrum. Stanley loopt voortdurend over zijn vrouw te klagen. Tim Wylton en Lill Roughley spelen het echtpaar Dawkins.